# Парадайс (Невада)
Парадайс (на английски: Paradise – „Рай“) е неинкорпорирано населено място в окръг Кларк, САЩ. Градът е в непосредствена близост до град Лас Вегас. На територията на Парадайс са разположени международното летище на Лас Вегас, Невадският университет в Лас Вегас и практически целият (от улица Сънсет на юг до Дезърт Ин на север) Лас Вегас Стрип, където се намират повечето от най-големите хотели и казина на Лас Вегас. Въпреки независимостта на Парадайс от Лас Вегас, названието на неинкорпорирания град Парадайс остава малко известно.
Населението му е 223 167 жители (2010 г.), а площта – 122,1 km2. Телефонният му код е 702.